# Ciència i tècnica de l'islam

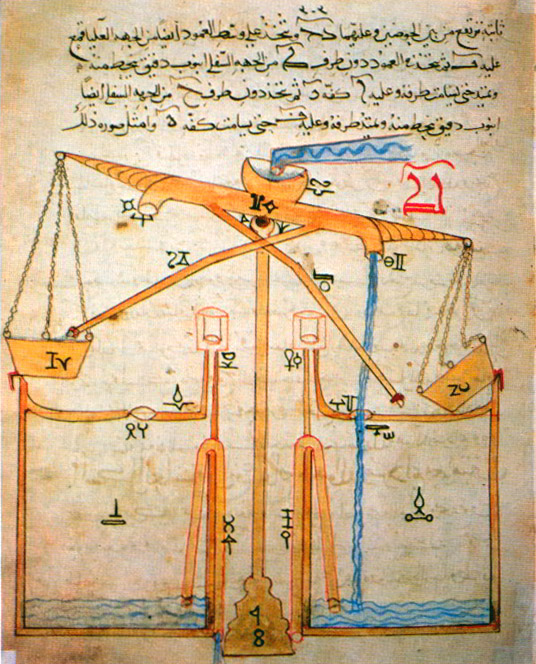
Al-Djazari, llibre del, Biblioteca Süleymaniye, Istanbul

La ciència i tècnica de l'islam es van poder desenvolupar sobretot, encara que amb un suport passatger, i juntament amb la filosofia grega, de la mà del nou Califat Islàmic (Imperi islàmic). Amb l'extensió de l'islam durant els segles vii i viii, es va produir un període d'il·lustració islàmica que duraria fins al segle xv. La cultura científica va arrencar a Damasc sota els últims omeies, continuant a Bagdad sota els primers abbàssides. Va començar amb una traducció amb la lectura crítica de les obres de l'antiguitat sobre la física, les matemàtiques, l'astronomia o la medicina.
Des dels inicis (i durant bastants anys) les traduccions a l'àrab d'obres filosòfiques i científiques les feren no-musulmans: cristians nestorians i altre Aquestes traduccions van contribuir a la gènesi d'una cultura àrab clàssica que es va seguir desenvolupant en els segles posteriors.
Algunes obres dels mecànics d'Alexandria, com el llibre d'aparells pneumàtics de Filó de Bizanci, s'han pogut conèixer avui dia només gràcies a les traduccions de la civilització islàmica.

## Factors
Per als àrabs, l'edat mitjana és coneguda com l'Edat d'or de l'islam , i va ser l'època en què més van prosperar la civilització i la saviesa islàmica. A aquest període daurat de la ciència islàmica hi van contribuir diversos factors: 
- L'ús d'una única llengua, l'àrab, permetia la comunicació sense necessitat d'un traductor. Les traduccions dels textos grecs d'Egipte i l'Imperi Romà d'Orient, i textos en sànscrit de l'Índia, proporcionaven als erudits islàmics una base de coneixement sobre la qual construir el seu coneixement

- El Hajj. Aquest pelegrinatge anual a la Meca facilitava la col·laboració erudita unint a les persones i afavorint la propagació de noves idees per tot el món islàmic.

- Influència de la versió islàmica del mètode científic, en què l'ètica tenia un paper molt important. Durant aquest període es van desenvolupar els conceptes de citació i revisió per experts.

- Els erudits islàmics van poder utilitzar els treballs anteriors de savis de diferents països sobre: medicina, astronomia i matemàtiques com a fonaments per desenvolupar nous camps com ara l'alquímia.

En les matemàtiques, l'erudit islàmic Muhàmmad ibn Mussa al-Khwarazmí va donar nom al que ara anomenem algorisme, i a la paraula àlgebra (que procedeix deal-Jabr, el principi del títol d'una publicació seva en la qual desenvolupava un sistema de resolució d'equacions quadràtiques).
Investigadors com Al-Battaní (850-929) van contribuir als camps de l'astronomia i les matemàtiques, i Ar-Razí a la química. Alguns exemples dels fruits d'aquestes contribucions són l'acer de Damasc i la Bateria de Bagdad. L'alquímia àrab resultar ser una inspiració per a Roger Bacon, i més tard per a Isaac Newton. També en astronomia, Al-Batani va millorar les mesures d'Hiparc de Nicea, conservades en la traducció del grec Hè Megalè Syntaxis (el gran tractat) traduït com Almagest. Al voltant de l'any 900, Al-Batani va millorar la precisió de les mesures de la precessió de l'eix de la Terra, continuant d'aquesta manera l'herència d'un mil·lenni de mesuraments a la seva pròpia terra (Babilònia i Caldea - l'àrea que ara és Iraq).